# Грбови рејона Свердловске области
Грбови рејона Свердловске области обухвата галерију грбова административних јединица руске области — Свердловске области, са статусом градских округа и рејона, те њихове историјске грбове (уколико их има).
Већина грбова настала је након успостављања Руске Федерације и Свердловске области, као њеног саставног субјекта.

## Грбови округа и рејона
- Грб рејона 
 Алапајевски
- Грб рејона 
 Артјомовски
- Грб рејона 
 Артински
- Грб рејона 
 Ачитски
- Грб рејона 
 Бајкаловски
- Грб рејона 
 Белојарски
- Грб рејона 
 Богдановичски
- Грб рејона 
 Верхњесалдински
- Грб рејона 
 Верхотурски
- Грб рејона 
 Гарински
- Грб рејона 
 Ирбитски
- Грб рејона 
 Каменски
- Грб рејона 
 Камишловски
- Грб рејона 
 Красноуфимски
- Грб рејона 
 Њевјански
- Грб рејона 
 Нижњесергински
- Грб рејона 
 Новољалински
- Грб рејона 
 Приградски
- Грб рејона 
 Пишмински
- Грб рејона 
 Рјежевски
- Грб рејона 
 Серовски
- Грб рејона 
 Слободо-Турински
- Грб рејона 
 Сухолошки
- Грб рејона 
 Сисертски
- Грб рејона 
 Таборински
- Грб рејона 
 Тавдински
- Грб рејона 
 Талицки
- Грб рејона 
 Тугулимски
- Грб рејона 
 Турински
- Грб рејона 
 Шалински